# Zuur (smaak)
Zuur is een van de vijf basissmaken, naast zoet, zout, bitter en umami. De tong bezit chemoreceptoren voor elk van deze smaken; alle andere smaaksensaties zijn in feite reuksensaties. Van sommige receptoren bestaan echter diverse subtypes en werkingsmechanismen, zodat de smaakzin toch genuanceerder is dan men soms veronderstelt. Zie "zuurperceptie" verderop in dit artikel.
Veel mensen houden van een zure smaak en zullen daarom graag een salade met wat azijn aanmaken. Ook augurken op zuur zijn vaak geliefd, al wordt vaak wat suiker toegevoegd om zoetzuur te verkrijgen. Een groente als verzuurde wittekool (zuurkool) wordt in Nederland en Duitsland veel gegeten. Het zuur maken van levensmiddelen is bovendien een goede conserveringstechniek.

## Grondslag van de smaak

### Chemie
De zure smaak ontstaat wanneer waterstof zich in de vorm van positief geladen ionen losmaakt uit een zuur; De zuurgraad is een maat voor de hoeveelheid werkzame ionen, en wordt uitgedrukt in de pH. Hoe lager de pH, des te sterker het zuur. pH=7 is neutraal, bijvoorbeeld drinkwater en eieren. Maagzuur heeft een pH van 1 a 2. Een appel heeft de pH-waarde 3,3. Bij de appel wordt de zure smaak gemaskeerd, vooral door de vruchtensuikers in de appel. Behalve sterk alcoholische dranken als jenever, wodka en rum zijn alle voedingsmiddelen neutraal tot zuur, en hebben dus een pH van hoogstens 7.
Basen zijn in chemische zin het tegengestelde van zuren. Licht basisch is jenever (pH=8), maar in het algemeen zijn dergelijke stoffen vies tot oneetbaar. Oplopend in pH-waarde zijn groene zeep (pH=10), wasmiddel, ammonia, soda tot gootsteenontstopper, met pH =14.

### Biologie en psychologie
Wanneer de geladen waterstofionen de zuurreceptoren in de tong bereiken, krijgen deze een lading, en sturen een signaal naar het smaakcentrum van de hersenen via twee zenuwbanen: de nervus vagus en de nervus glossopharyngicus. Smaakstoornissen komen voor bij zo'n 7 procent van de bevolking. Over de oorzaken is weinig bekend, maar omdat veel receptoren het speeksel nodig hebben voor een goede werking, leidt een tekort daaraan tot problemen, zoals bij het syndroom van Sjögren. Bij speekseltekort kunnen zure vloeistoffen de smaakpapillen te sterk prikkelen, omdat het basische, dikvloeibare beschermlaagje ontbreekt.
Het proeven van een zure smaak leidt tot een sterke afgifte van speeksel. De meeste mensen zijn zo geconditioneerd dat het zien van een plakje citroen, of zelfs het denken eraan, al een speekselvloed op gang brengt. Daarmee bereidt het lichaam zich voor op het neutraliseren en verdunnen van de zuren, en legt het een beschermlaagje over het slijmvlies. Sommige wrang smakende stoffen, zoals tannines, drogen de mond uit en verharden de slijmvliezen enigszins. Ter preventie trekt het slijmvlies zich samen. Het "zuur kijken" heeft een vergelijkbare functie: het wangslijmvlies wordt tegen de kiezen gedrukt en schermt zichzelf en het gebit af van de zuuraanval.

## Zuur voedsel

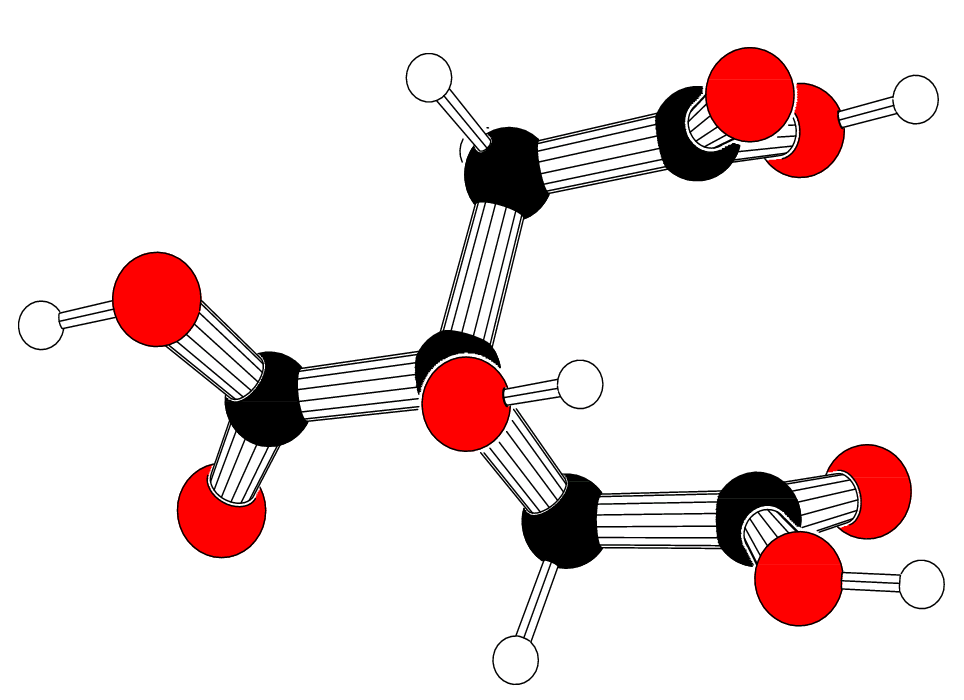
Structuur van citroenzuur

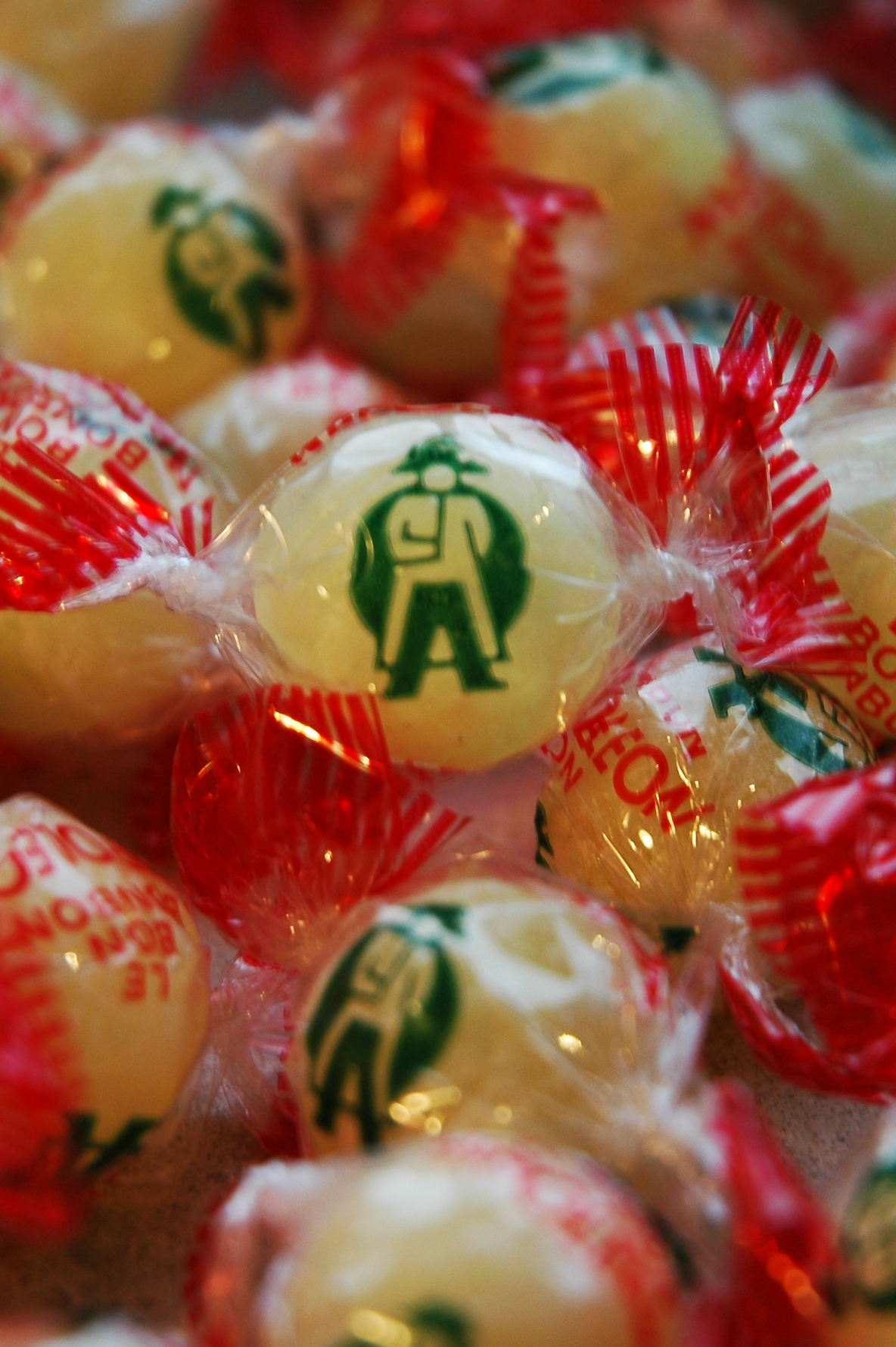
Zuurtjes

Stoffen die in de natuur voorkomen, zuur smaken, of ook als (onderdeel van) voedsel bekend zijn:
| zuur          | beschrijving |
| ------------- | --- |
| citroenzuur   | Komt voor in alle citrusvruchten en veel ander fruit, maar het is ook een van de belangrijkste stoffen in de energiehuishouding van alle diersoorten. Zie citroenzuurcyclus. De chemische aanduiding is propaantricarboxylzuur. |
| vitamine C    | In haast alle groente en fruit. De mens is vrijwel de enige soort die het niet zelf kan maken. De chemische aanduiding is ascorbinezuur. |
| azijnzuur     | Ontstaat o.a. bij oxidatie van alcohol, maar heeft ook belangrijke functies in het menselijk lichaam. De chemische aanduiding van azijnzuur is ethaanzuur. |
| mierenzuur    | Uit de klieren van bijtende mieren, en uit brandharen van brandnetels. Wordt gebruikt als zuurteregelaar en antioxidant. Brandnetels zijn goed eetbaar als het meeste mierenzuur verwijderd is door kort koken of langdurig drogen. De chemische aanduiding van mierenzuur is methaanzuur. |
| boterzuur     | Een zeer vies ruikende stof die in ranzige boter voorkomt. Wordt in minuscule hoeveelheden afgescheiden door de huid van mens en dier. Speurhonden ruiken dit gemakkelijk. Een vieze okselgeur komt vooral door boterzuur, dat wordt geproduceerd door bacteriën. Sterk ruikende kazen bevatten er iets van, maar verder wordt het alleen in de chemische industrie en voor stinkbommen gebruikt. De chemische aanduiding is butaanzuur.                                               |
| appelzuur     | Zit in appels, maar ook sommige bacteriën en schimmels. Het is een vaste stof die wordt gebruikt als zuurteregelaar. Ook aan wijn wordt soms appelzuur toegevoegd. De chemische aanduiding van appelzuur is butaandizuur. |
| wijnsteenzuur | Zit in sommige vruchten, zoals pompelmoezen en druiven. Goede wijnen zijn rijk aan dit zuur. De chemische aanduiding van wijnsteenzuur is 2,3-dihydroxybutaandizuur. |
| zoutzuur      | Bekend als maagzuur, dat geconcentreerd aanwezig is in de maag van alle dieren, pH-waarde 1. Maagzuur verteert het eten en helpt om bacillen in het voedsel te doden. Het is een sterk zuur: bij mensen die veel braken, kan het tandglazuur aangetast worden. De chemische aanduiding van zoutzuur is waterstofchloride. |
| melkzuur      | Zuurkool, zuurdesembrood, en zure melkproducten (karnemelk, yoghurt, crème fraiche, maar ook bedorven melk) krijgen hun zure smaak door het melkzuur dat afgescheiden wordt door de melkzuurbacterie Lactobacillus. De chemische aanduiding van melkzuur is 2-hydroxy-1-propaanzuur. |
| koolzuur      | Is een zwak zuur dat alleen in opgeloste vorm enigszins stabiel is. Het ontstaat als CO2 (kooldioxide) opgelost wordt in water, bijvoorbeeld om priklimonade te maken. In bier en champagne is het door gisten gemaakt. De bubbels ontstaan als het koolzuur zich weer splitst in CO2 en water, waarbij de zure smaak verloren gaat. In ons bloed vormt koolzuur samen met carbonaationen een zuurteregelaar ('buffer'). De chemische aanduiding van koolzuur is diwaterstofcarbonaat. |
| maagzuur      | Zie zoutzuur. |
| benzoëzuur    | In cranberry's en andere bessen. |
| oxaalzuur     | In flinke hoeveelheden in rabarber, maar ook andere voeding bevat er veel van: rode biet, spinazie, peterselie en chocolade. Kinderen kunnen oxaalzuur nog niet goed verteren, en het kan tandglazuur aantasten. Daarom wordt bij rabarber vaak wat kalkpoeder meegekookt om het zuur te neutraliseren. |
| galluszuur    | In wijn en thee, vooral groene thee. Wordt gebruikt als antioxidant. |
| looizuur      | Behoort tot de tannines en is een gebonden vorm van galluszuur. Tannines zitten in wijn en thee, maar looizuur zit alleen in groene thee. Met "looizuurvrij" bedoelt men dat de meeste tannines verwijderd zijn uit de thee. |
| salicylzuur   | In kleine hoeveelheden in fruit. Wordt verder medicinaal gebruikt, bijvoorbeeld in kruidenthee. Een teveel geeft maagproblemen, en het heeft een vieze smaak. |
| propaanzuur   | Ook wel propionzuur. Aanwezig in veel harde kazen, vooral in gatenkaas. De gaten ontstaan doordat bacteriën gasbelletjes van propaanzuur en kooldioxide produceren. |

- Zuurstof is geen zuur en smaakt ook niet zuur. De naam komt van de eigenschap dat vele oxiden zoals zwaveldioxide en kooldioxide in water zuren vormen.
- CO2 wordt vaak koolzuurgas genoemd. Koolzuur bestaat zelf niet in gasvorm.
- Een zuurtje is een snoepje van harde suiker, met meestal vruchtensmaak. Een zuurtje behoeft niet per se zuur te smaken, maar bevat wel zuren.
- Een Zure mat is een snoepgoed met een zure smaak.
- Een zure draad is een oudhollands zuur snoepje in de vorm van een draad.

## Zuurperceptie
Smaak wordt niet alleen bepaald door de tong. Ook de geur (vanaf het moment dat men het voedsel ruikt tot aan het in de mond gekauwd wordt en vrijgekomen stoffen in de neusholte terechtkomen) speelt een belangrijke rol. Daarnaast heeft de "verwachting" ("augurken zijn zuur") ook grote invloed.
Een zure smaak kan bovendien beïnvloed en gemaskeerd worden door toevoeging van allerlei andere stoffen, zoals suikers.
De zuurgraad van azijn, een tomaat en cola zijn ongeveer hetzelfde, toch worden deze heel anders ervaren.
"Zuur voedsel" werd vroeger geassocieerd met "bedorven voedsel". Totdat men ontdekte dat zuur als conserveringsmiddel kon dienen en voedsel makkelijker verteerbaar kon maken. Deze gebruiken verschillen per cultuur en de "zuurperceptie" is daardoor ook mede cultureel bepaald.

## zuur als toevoeging in voedsel
Dit kan verschillende redenen hebben.
- Het kan puur toegevoegd worden voor de smaak.
- Het kan toegevoegd worden als natuurlijk conserveermiddel. Veel natuurlijk stoffen zijn zuren; citroenzuur maar ook vitamine C is een zuur.
- Het kan toegevoegd worden in combinatie met een zout van het zuur als (natuurlijke) buffer om de zuurgraad constant te houden,  een zuurteregelaar (bijvoorbeeld citroenzuur met een 'citraat' of vitamine C met een 'ascorbaat'.)